# Ruillé-Froid-Fonds
Ruillé-Froid-Fonds és un municipi francès situat al departament de Mayenne i a la regió de País del Loira. L'any 2007 tenia 501 habitants.

## Demografia

### Població
El 2007 la població de fet de Ruillé-Froid-Fonds era de 501 persones. Hi havia 182 famílies de les quals 36 eren unipersonals (32 homes vivint sols i 4 dones vivint soles), 61 parelles sense fills, 73 parelles amb fills i 12 famílies monoparentals amb fills.
La població ha evolucionat segons el següent gràfic:
Habitants censats

### Habitatges
El 2007 hi havia 236 habitatges, 189 eren l'habitatge principal de la família, 24 eren segones residències i 24 estaven desocupats. Tots els 234 habitatges eren cases. Dels 189 habitatges principals, 133 estaven ocupats pels seus propietaris, 53 estaven llogats i ocupats pels llogaters i 3 estaven cedits a títol gratuït; 9 tenien dues cambres, 26 en tenien tres, 44 en tenien quatre i 109 en tenien cinc o més. 140 habitatges disposaven pel capbaix d'una plaça de pàrquing. A 79 habitatges hi havia un automòbil i a 97 n'hi havia dos o més.

### Piràmide de població
La piràmide de població per edats i sexe el 2009 era:
| Homes | Edats   | Dones |
| ----- | ------- | ----- |
| 0     | 95 o +  | 0     |
| 0     | 90 a 94 | 4     |
| 4     | 85 a 89 | 0     |
| 0     | 80 a 84 | 0     |
| 4     | 75 a 79 | 4     |
| 8     | 70 a 74 | 8     |
| 20    | 65 a 69 | 20    |
| 4     | 60 a 64 | 8     |
| 4     | 55 a 59 | 4     |
| 12    | 50 a 54 | 8     |
| 12    | 45 a 49 | 12    |
| 28    | 40 a 44 | 24    |
| 16    | 35 a 39 | 16    |
| 12    | 30 a 34 | 12    |
| 24    | 25 a 29 | 20    |
| 16    | 20 a 24 | 4     |
| 16    | 15 a 19 | 28    |
| 8     | 10 a 14 | 16    |
| 20    | 5 a 9   | 36    |
| 24    | 0 a 4   | 8     |

## Economia
El 2007 la població en edat de treballar era de 310 persones, 259 eren actives i 51 eren inactives. De les 259 persones actives 245 estaven ocupades (137 homes i 108 dones) i 14 estaven aturades (4 homes i 10 dones). De les 51 persones inactives 14 estaven jubilades, 16 estaven estudiant i 21 estaven classificades com a «altres inactius».

### Ingressos
El 2009 a Ruillé-Froid-Fonds hi havia 207 unitats fiscals que integraven 523 persones, la mediana anual d'ingressos fiscals per persona era de 16.240 €.

### Activitats econòmiques
Dels 19 establiments que hi havia el 2007, 1 era d'una empresa de fabricació d'altres productes industrials, 8 d'empreses de construcció, 3 d'empreses de comerç i reparació d'automòbils, 3 d'empreses d'hostatgeria i restauració, 1 d'una empresa immobiliària, 1 d'una empresa de serveis i 2 d'entitats de l'administració pública.
Dels 9 establiments de servei als particulars que hi havia el 2009, 1 era un taller de reparació d'automòbils i de material agrícola, 2 guixaires pintors, 3 fusteries, 2 lampisteries i 1 restaurant.
L'any 2000 a Ruillé-Froid-Fonds hi havia 47 explotacions agrícoles que ocupaven un total de 1.357 hectàrees.

## Equipaments sanitaris i escolars
El 2009 hi havia una escola elemental integrada dins d'un grup escolar amb les comunes properes formant una escola dispersa.

## Poblacions més properes
El següent diagrama mostra les poblacions més properes.